# Classe Orfej
La classe Orfej fu una classe di cacciatorpediniere della marina imperiale russa prima e della marina militare sovietica poi, composta da 22 unità entrate in servizio tra il 1914 e il 1917. Dopo aver prestato servizio nella prima guerra mondiale con la marina zarista, le unità sopravvissute ai convulsi eventi della guerra civile russa passarono alla marina sovietica e, benché ormai obsolete, parteciparono anche alla seconda guerra mondiale venendo poi radiate nei primi anni 1950; una unità (il Kapitan I ranga Mikluha-Maklay) fu acquisita dalla marina militare estone che poi la cedette alla marina militare peruviana, che la tenne in servizio fino al 1954.

## Il progetto

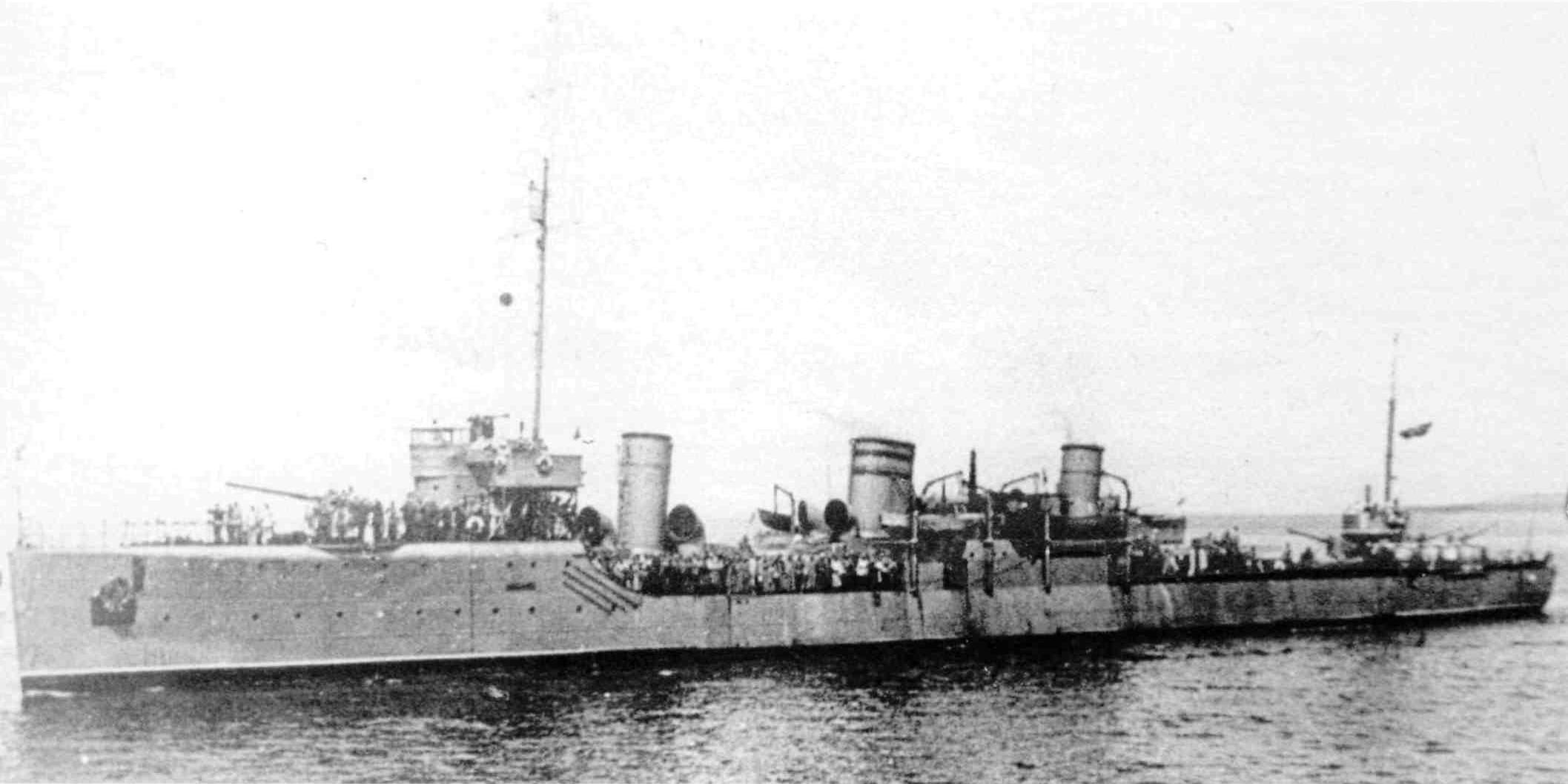
Il cacciatorpediniere Artem

Il progetto delle unità della classe Orfej, come tutte le prime classi di cacciatorpediniere sovietici, riprendeva quello del cacciatorpediniere Novik, prima unità di questo tipo a servire nella marina militare zarista. Le unità furono assemblate in tre cantieri distinti, Metallicheskiy e Putilovskiy di San Pietroburgo, RussoBalt di Reval, con alcune modifiche e differenze tra un'unità e l'altra (al punto che alcune fonti suddividono la classe Orfej in tre classi distinte); cosa frequente all'epoca, i cantieri russi ricevettero sostegno e aiuto da una ditta tedesca, la Blohm & Voss, durante la costruzione.
Gli Orfej erano unità piccole, 98 metri di lunghezza per 9,4 di larghezza, e abbastanza veloci (35 nodi di velocità massima possibile, anche se in condizioni normali non si superavano i 31,4 nodi) grazie al loro apparato propulsivo di origine tedesca (quattro caldaie a vapore Vulkan per due turbine AEG). Seguendo la concezione tedesca per unità di questo tipo, gli Orfej avevano un ridotto numero di pezzi di artiglieria, con solo due cannoni da 101,6 mm in impianti singoli a prua e a poppa e due mitragliatrici da 7,62 mm, ma un potente armamento silurante con dodici tubi lanciasiluri da 450 mm in quattro impianti tripli; a partire dal 1916, un impianto lanciasiluri fu eliminato per permettere l'incremento delle artiglierie imbarcate, portate a 4 cannoni da 101,6 mm, un cannone antiaereo da 40 mm e due mitragliatrici.

## Unità
Navi realizzate nei cantieri Putilovskiy:
- Leytenant Ilin: impostato il 18 giugno 1913, venne varato il 15 novembre 1914 ed entrò in servizio il 30 novembre 1916; inizialmente assegnato alla Flotta del Baltico, cambiò nome in Garibaldi il 3 luglio 1919, in Trotskiy il 31 dicembre 1922 e in Voykov il 14 febbraio 1928; trasferito alla Flotta del Pacifico nel 1936, venne radiato il 17 giugno 1949[2].
- Kapitan Izylmetev: impostato il 18 giugno 1913, venne varato il 21 ottobre 1914 ed entrò in servizio il 10 luglio 1916; assegnato alla Flotta del Baltico, cambiò nome in Lenin il 31 dicembre 1922; venne autoaffondato il 24 giugno 1941 mentre si trovava fermo nel porto di Liepāja per impedire che cadesse in mano al nemico[3].
- Kapitan Kononzotov: impostato il 21 novembre 1913, venne varato il 10 ottobre 1915 ma non entrò mai in servizio a causa della guerra; lo scafo incompleto venne infine avviato alla demolizione il 1º gennaio 1925[4].
- Kapitan I ranga Mikluha-Maklay: impostato il 23 ottobre 1914 con il nome iniziale di Kapitan Kingsbergen, venne varato il 14 agosto 1915 con il nuovo nome ed entrò in servizio il 12 dicembre 1917; assegnato alla Flotta del Baltico, cambiò nome in Spartak il 18 dicembre 1918, ma pochi giorni dopo fu catturato dalle forze britanniche che lo cedeterro alla neo-indipendente Estonia; rinominato Vambola, fu venduto al Perù il 1º gennaio 1933, servendo sotto il nome di Almirante Vilar fino alla sua radiazione il 1º gennaio 1954[5].
- Kapitan Kern: impostato il 21 novembre 1913, venne varato il 14 agosto 1915 ma il suo completamento fu ritardato dalla guerra, entrando poi in servizio con la Flotta del Baltico il 15 ottobre 1927 con il nome di Rykov; trasferito alla Flotta del Nord nell'agosto del 1933 e rinominato Kuybyshev il 13 febbraio 1937, fu infine radiato il 12 dicembre 1956[6].
- Kapitan Kroun: impostato il 15 novembre 1914, venne varato il 23 luglio 1916 ma non venne mai completato a causa dell'andamento della guerra; lo scafo incompleto fu demolito il 1º gennaio 1925[7].
- Leytenant Dubasov: impostato il 15 giugno 1913, venne varato il 27 agosto 1916 ma non venne mai completato a causa dell'andamento della guerra; lo scafo incompleto fu demolito il 1º gennaio 1925[8].
- Kapitan Belli: impostato il 28 luglio 1913, venne varato il 23 ottobre 1915 ma il suo completamento fu ritardato dalla guerra fino al 3 agosto 1928, quando entrò in servizio con la Flotta del Baltico sotto il nuovo nome di Karl Liebknecht; trasferito alla Flotta del Nord nell'agosto del 1933, venne infine radiato il 3 aprile 1956.

Navi realizzate nei cantieri Metallicheskiy:
- Orfej: impostato il 1º novembre 1913, venne varato il 15 giugno 1915 ed entrò in servizio con la Flotta del Baltico il 4 maggio 1916; subì gravi danni per l'urto con una mina il 1º gennaio 1917 e venne ritirato dal servizio; fu infine avviato alla demolizione il 1º gennaio 1932[1].
- Azard: impostato il 1º luglio 1915, venne varato il 23 maggio 1916 ed entrò in servizio con la Flotta del Baltico il 10 ottobre 1916; rinominato Zinovev il 31 dicembre 1922 e Artem il 27 novembre 1938, affondò nel Baltico il 28 agosto 1941 per l'urto con una mina[9].
- Desna: impostato il 1º novembre 1914, venne varato il 25 ottobre 1915 ed entrò in servizio con la Flotta del Baltico il 16 agosto 1916; rinominato Engels il 31 dicembre 1922, affondò nel Baltico il 24 agosto 1941 per l'urto con una mina[10].
- Grom: impostato il 1º novembre 1913, venne varato il 15 giugno 1915 ed entrò in servizio con la Flotta del Baltico il 9 dicembre 1916; venne affondato il 3 novembre 1917 dal fuoco di unità tedesche durante la battaglia dello stretto di Muhu[11].
- Letun: impostato il 1º novembre 1914, venne varato il 25 ottobre 1915 ed entrò in servizio con la Flotta del Baltico l'11 luglio 1916; subì gravi danni per l'urto con una mina il 6 novembre 1916 che lo posero fuori servizio, venendo infine avviato alla demolizione il 1º gennaio 1917[12].
- Pobeditel: impostato il 1º novembre 1913, venne varato il 23 ottobre 1914 ed entrò in servizio con la Flotta del Baltico il 25 ottobre 1915; rinominato Volodarskiy il 31 dicembre 1922, affondò nel Baltico il 28 agosto 1941 per l'urto con una mina[13].
- Samson: impostato il 1º luglio 1915, venne varato il 23 maggio 1916 ed entrò in servizio con la Flotta del Baltico il 7 dicembre 1916; rinominato Stalin il 31 dicembre 1922, fu trasferito alla Flotta del Pacifico nell'ottobre del 1936 venendo infine radiato il 1º gennaio 1956[14].
- Zabiyaka: impostato il 1º novembre 1913, venne varato il 23 ottobre 1914 ed entrò in servizio con la Flotta del Baltico il 14 novembre 1915; rinominato Uritskiy il 31 dicembre 1922, fu trasferito alla Flotta del Nord nell'agosto del 1933 venendo infine radiato il 26 giugno 1954[15].

Navi realizzate nei cantieri RussoBalt:

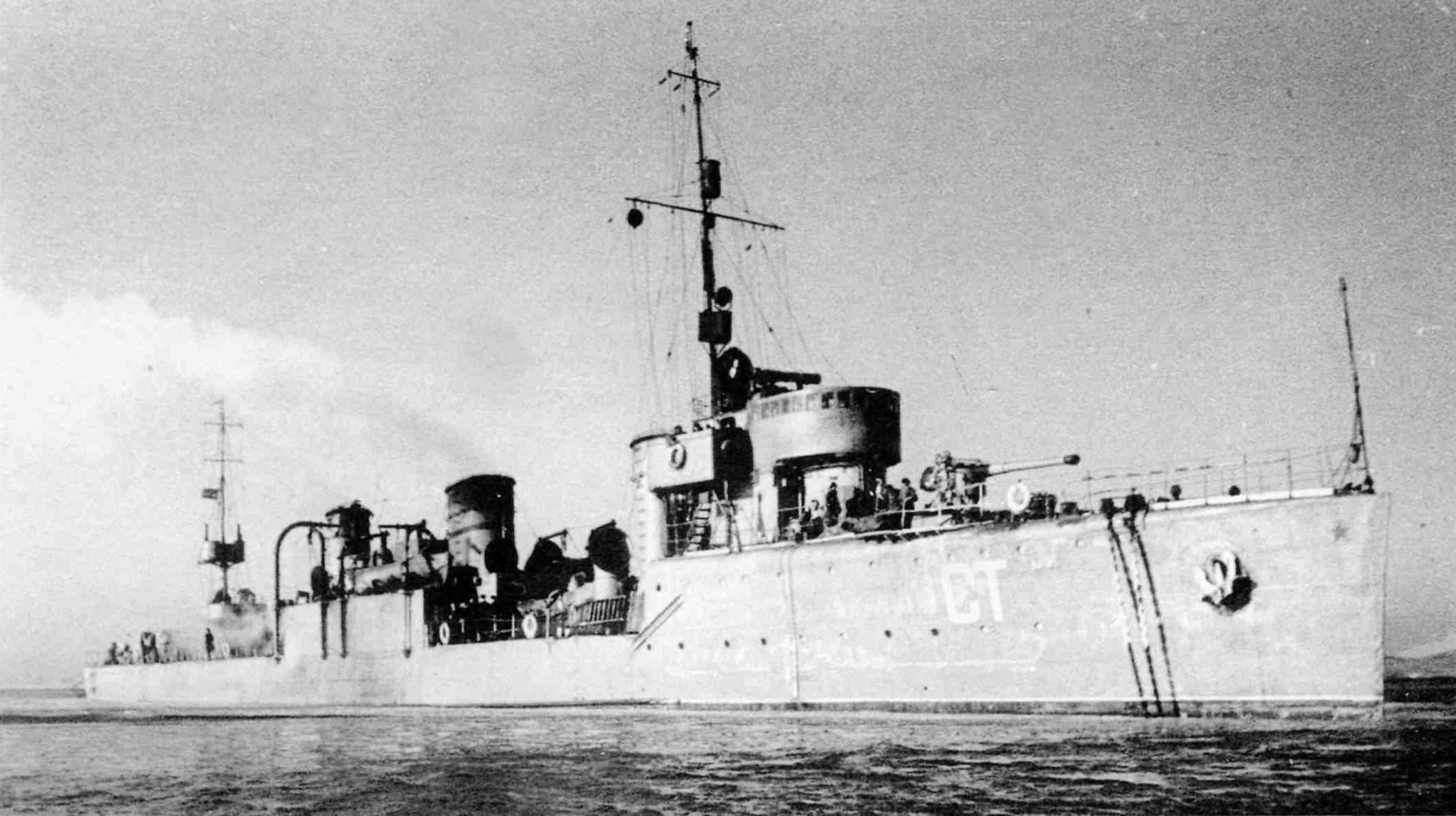
Il cacciatorpediniere Samson, poi Stalin

- Gavriil: impostato il 15 novembre 1913, venne varato il 23 dicembre 1913 ed entrò in servizio con la Flotta del Baltico il 9 dicembre 1916; affondò il 21 ottobre 1919 nel Baltico per l'urto con una mina durante un tentativo di defezione[16].
- Konstantin: impostato il 15 novembre 1913, venne varato il 30 maggio 1916 ed entrò in servizio con la Flotta del Baltico il 22 aprile 1917; affondò il 21 ottobre 1919 nel Baltico per l'urto con una mina durante un tentativo di defezione[17].
- Svoboda: impostato il 15 novembre 1913, venne varato il 5 agosto 1915 inizialmente con il nome di Vladimir ed entrò in servizio con la Flotta del Baltico il 9 ottobre 1917 dopo essere stato ribattezzato; affondò il 21 ottobre 1919 nel Baltico per l'urto con una mina durante un tentativo di defezione[18].
- Mihail: impostato il 15 novembre 1913, venne varato il 18 maggio 1916 ma non venne mai completato; lo scafo fu avviato alla demolizione il 1º gennaio 1925[19].
- Mechislav: impostato il 14 agosto 1915, venne varato il 3 settembre 1917 ma non venne mai completato; lo scafo fu avviato alla demolizione il 1º gennaio 1925[20].
- Sokol: impostato il 7 gennaio 1915, venne varato il 4 giugno 1917 ma non venne mai completato; lo scafo fu avviato alla demolizione il 1º gennaio 1925[21].